# アブドゥッラフマーン・ハーズィニー
アブドゥッラフマーン・ハーズィニー（アラビア語: أبوالفتح عبدالرحمن منصور الخازنی, ラテン文字転写: Abū al-Fatḥ ʿabd al-Raḥmān Manṣūr al-H̱āzinī、1115年–1130年頃に活動）はセルジューク朝時代のホラーサーンで活動した天文学者。ギリシア系。スルターン・サンジャルの求めに応じて作成した天文表ズィージュ（Zīj al-Sanjarī, 1115年）は前近代のイスラーム圏の数理天文学を代表する一書である:107。メルヴで観測を行い、その緯度に対応する斜行赤経や均時差を得るための恒星の位置を記述している:197。異なる暦法間の対照方法や、度量衡、物理学についての著作もある。

## 生涯
ハーズィニーはメルヴの財務長官、アブルフサイン・アリー・イブン・ムハンマド・マルワーニー Abu‘l Husayn ‘Alī ibn Muhammad al-Khāzin al-Marwazī に幼いころに購入されたギリシア人の奴隷であった:197:107。ハーズィン khāzin は「会計係」を意味し、初期イスラーム国家では財務を管掌する役職のなまえとして用いられた。マルワーニーはハーズィニーが第一級の教育を受けられるように取り計らった。一説によればハーズィニーはウマル・ハイヤーミーの弟子であるという。ハーズィニーはハイヤーミーがいわゆる「アルキメデスの原理」の発見者である（そして原理はさらにイスフィザーリーにより深く研究された）と書いている:176。ハーズィニーはまた、1079年のジャラーリー暦の改暦にも関与したとされる:199。
ハーズィニーは質素な人であったことで知られ、仕事の対価として何千ディーナールを提示されても、自分の家には自身と飼い猫しかいないのだからと受け取りを拒否した。イスラーム時代においては自分自身で観測をした天文学者が20人ほどしかいないが、ハーズィニーはその数少ないうちのひとりである。ハーズィニーの著作は14世紀にはビザンツ帝国にまでもたらされ、ゲオルギウス・クリスコッカスやテオドロス・メリテニオテスによって研究された:107。

## 著作
ハーズィニーはセルジューク朝のサンジャル・イブン・マリクシャーの宮廷の高官であったようである。ほとんどの著作がメルヴで執筆されており、当時メルヴは優れた蔵書を備えた図書館で有名であった。『知恵のつりあいの書』『天文学に関して』『サンジャル天文表』がハーズィニーの代表的な著作である。
『知恵のつりあいの書』は8巻本、全55章、機械工学と静水学についての当時の知識を集大成した本である。静水力学的平衡とその背景にある考え方に関する研究の一書であるが、その他、これらに関係しない問題についても取り扱っている。現存する写本は4種類の異本が存在する。ハーズィニーの秤は、彼より古い世代のアスフィザーリーの秤をもとに作られた。スルターン・サンジャルの財務官は恐ろしさのあまりアスフィザーリーの秤を破壊したところ、ハーズィニーはこれを聞いて悲しんだ。ハーズィニー自身はアスフィザーリーへの敬意を示すため、自らの秤を「複合秤」と呼んだ。彼の作った秤は、宝物庫に納められている貴金属や宝石の真贋を確かめるためのものである。ハーズィニーは『知恵のつりあいの書』のなかで、秤が信仰にも反せず、熟練職人のような働きをすると主張している。
『天文学に関して』は比較的短い著作である。7つの部分に分かれ、各部分がそれぞれ異なる観測器械と観測方法を説明している。その7つとは triquetrum, dioptra, "triangular instrument," quadrant（四分儀）, 光学的反射を使った装置, アストロラーベ, および肉眼観測である。
『サンジャル天文表』はメルヴを統治するスルターン・サンジャルのために作られたと言われている。祭日や断食の日の情報のほか、43個の恒星の赤緯、赤経、見かけの明るさが占星術上の気質とともに記載されている。